# ウィリアム・ワトソン (物理学者)

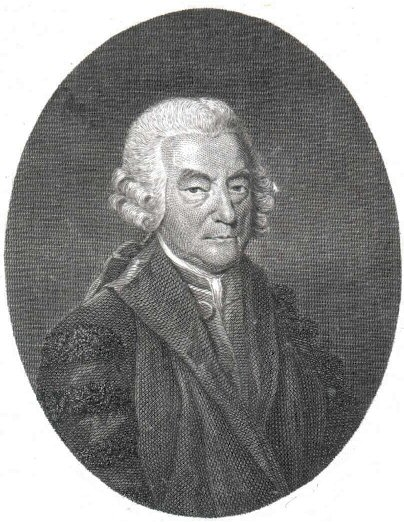
ウィリアム・ワトソンの肖像画、原画はレミュエル・フランシス・アボット、版画は J. Thornwaite (1784)

サー・ウィリアム・ワトソン FRS（William Watson、1715年4月3日 - 1787年5月10日）は、イギリスの医師、植物学者、物理学者である。初期の電気技術の研究者の一人である。

## 生涯
ロンドンで生まれた。はじめ植物学の分野を研究し、リンネの研究をイギリスに紹介した一人である。1741年に王立協会のフェローとなり、1774年から1776年までと1782年から1787年までの二度副会長を務めた。1745年に電気技術の分野の業績でコプリ・メダルを受賞した。
1746年に電気を蓄えるライデン瓶の内面、外面を鉛の箔で覆うと、その容量が増えることを示した。フランスのシャルル・フランソワ・デュ・フェが2種類の電気（électricité résineuse：樹脂電気とélectricité vitreuse：ガラス電気）があると主張したのに対して、「電気エーテル」と呼んだ単一の流体の余剰（正電荷）と欠乏（負電荷）であると主張した。同時期にベンジャミン・フランクリンも独立して同じ考えに至り、両者は、科学の分野、政治的な分野で協力することになった。
1746年にロンドンのシューターズヒルでフランスで行われた実験よりもはるかに長い2kmあまりの導体に電気が伝わる実験を行い、後に4kmあまりの実験を行った。